# Giuseppe Taurino
Giuseppe Taurino (Lecce, 6 agosto 1964) è un avvocato e politico italiano.

## Biografia
Avvocato, in giovane età è esponente della Democrazia Cristiana e nel 1993 è eletto sindaco di Trepuzzi, venendo riconfermato nel 1997. 
Si avvicinò intanto al Partito Democratico della Sinistra e, in occasione delle elezioni politiche del 1994, fu eletto alla Camera con i Progressisti, nel collegio di Squinzano. Ricandidato dall'Ulivo alle politiche del 1996, fu sconfitto da Alfredo Mantovano, sostenuto dal Polo per le Libertà; si ripresentò nuovamente alle politiche del 2001, ma non fu eletto.
Dal 1999 al 2001 ricopre la carica di vicepresidente della provincia di Lecce, nella giunta guidata da Lorenzo Ria; nel 2005 divenne consigliere regionale della regione Puglia per i Democratici di Sinistra (circoscrizione di Lecce). Successivamente ha aderito al Partito Democratico.
È stato direttore generale dell'Agenzia Regionale per le attività Irrigue e Forestali (ARIF).
Torna a coprire il ruolo di sindaco di Trepuzzi nel 2016, venendo confermato alle elezioni del 2021.